# Euphlyctis cyanophlyctis
Euphlyctis cyanophlyctis är en groddjursart som först beskrevs av Schneider 1799.  Euphlyctis cyanophlyctis ingår i släktet Euphlyctis och familjen Dicroglossidae. IUCN kategoriserar arten globalt som livskraftig. Inga underarter finns listade i Catalogue of Life.